# Киевские губернские ведомости
Ки́евские губе́рнские ве́домости — официальная правительственная газета, которая издавалась с 1838 по 1917 год в Киеве (Российская империя). 

## История

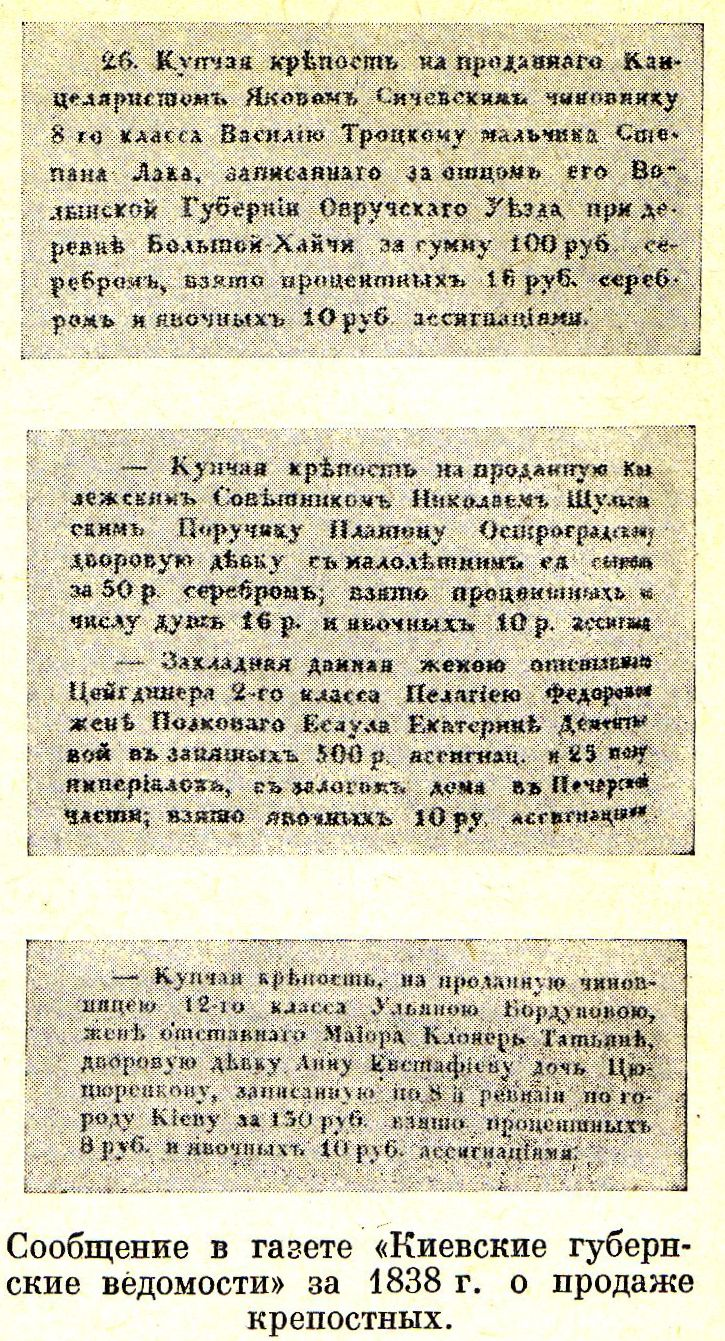
Сообщения о продаже крепостных в «Киевских ведомостях» за 1838 год

Сначала издавалась еженедельно, с 1866 года выходила трижды в неделю (во вторник, четверг и субботу). Выходила на русском языке.
Газета состояла из официальной и неофициальной частей. В официальной части публиковались распоряжения правительства и местных властей, различные казённые объявления. В неофициальной части печатались местные, всероссийские и мировые новости, различные статьи про историю, этнографию, археологию, экономику Киевской и соседних губерний, сообщения по ведению сельского и домашнего хозяйства, медицине, различные частные и коммерческие объявления. В газете публиковались А. А. Андриевский, А. М. Лазаревский, П. С. Ефименко, Д. И. Багалей, В. Г. Ящуржинский.
Редакция находилась в здании присутственных мест (ныне площадь Богдана Хмельницкого).
Редактор «Киевских губернских ведомостей» Николай Алексеевич Чернышёв во второй половине 1859 года вместе с Альфредом фон Юнком начал выпуск газеты «Киевский телеграф».